# En Fader oss förenar
En Fader oss förenar är en psalm om Kristi kyrka, skriven av Bernhard Severin Ingemann år 1843 och översatt till svenska av Edvard Evers år 1902. Inledningsstrofen bygger till stor del på Efesierbrevet kapitel 4, verserna 3-6 (om "en Gud som är allas Fader").
Melodin (6/4, F-dur) är från 1400-talet, bearbetad eller skriven av Hans Kugelmann i hans körverk Concentus novi trium vocum accomodati år 1540, och sjungs även till Min själ skall lova Herran, Gud gav i skaparorden, Han kommer i sin kyrka och enligt Koralbok för Nya psalmer, 1921 även till Upp, psaltare och harpa.

## Publicerad som
- Nr 531 i Nya psalmer 1921, tillägget till 1819 års psalmbok under rubriken "Kyrkan och nådemedlen: Kyrkans och hennes uppgift".
- Nr 127 i Sionstoner 1935 under rubriken "Frälsningens grund i Guds kärlek och förverkligande genom Kristus".
- Nr 167 i 1937 års psalmbok under rubriken "Kyrkan".
- Nr 60 i den ekumeniska delen av den svenska psalmboken (dvs psalm 1-325 i Den svenska psalmboken 1986, Cecilia 1986, Psalmer och Sånger 1987, Segertoner 1988 och Frälsningsarméns sångbok 1990) under rubriken "Kyrkan".
- Nr 166 i Finlandssvenska psalmboken 1986 under rubriken "Kristi kyrka".